# Pallacanestro Varese 2021-2022
Questa voce raccoglie le informazioni riguardanti la Pallacanestro Varese nelle competizioni ufficiali della stagione 2021-2022.

## Stagione
La stagione 2021-2022 della Pallacanestro Varese sponsorizzata Openjobmetis, è la 73ª nel massimo campionato italiano di pallacanestro, la Serie A.
Per la composizione del roster si decise di cambiare la scelta della formula, tornando a quella con 6 giocatori stranieri senza vincoli.

## Dirigenza
Il 20 settembre 2021 Luis Scola viene nominato nuovo amministratore delegato del club.
Il general manager Andrea Conti rassegna le proprie dimissioni termine della sconfitta casalinga contro la Pallacanestro Reggiana. L'11 gennaio 2022 il dirigente statunitense Michael Arcieri assume la carica di general manager dell'area sportiva.

## Roster
Aggiornato al 20 novembre 2021.
| Openjobmetis Varese 2021-2022 | Openjobmetis Varese 2021-2022 |
| Giocatori                     | Staff tecnico                 |
| ----------------------------- | ----------------------------- |

| N. | Naz.                                           | Ruolo | Nome                  | Anno | Alt.   | Peso   |  |
| -- | ---------------------------------------------- | ----- | --------------------- | ---- | ------ | ------ |  |
| 3  | Stati Uniti (bandiera) · Siria (bandiera)      | P     | Trey Kell             | 1996 | 193 cm | 95 kg  |  |
| 5  | Italia (bandiera)                              | AP    | Alessandro Gentile    | 1992 | 200 cm | 100 kg |  |
| 6  | Italia (bandiera)                              | PG    | Andrea Amato          | 1994 | 190 cm | 85 kg  |  |
| 7  | Stati Uniti (bandiera)                         | G     | Anthony Beane         | 1994 | 188 cm | 86 kg  |  |
| 8  | Italia (bandiera)                              | GA    | Tomas Woldetensae     | 1998 | 196 cm | 89 kg  |  |
| 9  | Lituania (bandiera)                            | AG    | Paulius Sorokas       | 1992 | 200 cm | 90 kg  |  |
| 10 | Italia (bandiera)                              | P     | Giovanni De Nicolao   | 1996 | 191 cm | 79 kg  |  |
| 11 | Stati Uniti (bandiera)                         | G     | Elijah Wilson         | 1994 | 193 cm | 93 kg  |  |
| 11 | Estonia (bandiera)                             | A     | Siim-Sander Vene      | 1990 | 203 cm | 97 kg  |  |
| 12 | Stati Uniti (bandiera) · Porto Rico (bandiera) | G     | Justin Reyes          | 1995 | 193 cm | 93 kg  |  |
| 13 | Italia (bandiera)                              | P     | Matteo Librizzi       | 2002 | 180 cm | 70 kg  |  |
| 15 | Nigeria (bandiera)                             | C     | John Egbunu           | 1994 | 208 cm | 111 kg |  |
| 18 | Italia (bandiera)                              | A     | Nicolò Virginio       | 2003 | 205 cm | 92 kg  |  |
| 21 | Italia (bandiera)                              | A     | Giancarlo Ferrero (C) | 1988 | 198 cm | 97 kg  |  |
| 22 | Stati Uniti (bandiera)                         | AG    | Jalen Jones           | 1993 | 201 cm | 100 kg |  |
| 30 | Italia (bandiera)                              | C     | Guglielmo Caruso      | 1999 | 208 cm | 96 kg  |  |
| 45 | Stati Uniti (bandiera)                         | P     | Marcus Keene          | 1995 | 175 cm | 80 kg  |  |
| -  | Italia (bandiera)                              | G     | Matteo Bongiovanni    | 2004 | 190 cm |        |  |
| -  | Italia (bandiera)                              |       | Federico Modesti      | 2004 | 186 cm |        |  |
| -  | Italia (bandiera)                              | C     | Luca Belotti          | 2005 | 201 cm |        |  |
| -  | Italia (bandiera)                              | G     | Edoardo Bottelli      | 2005 |        |        |  |
| -  | Italia (bandiera)                              | C     | Carlo Cane            | 2004 | 203 cm |        |  |
| -  | Italia (bandiera)                              | A     | Demostene Franogos    | 2005 |        |        |  |
| -  | Italia (bandiera)                              | G     | Samuele Goffi         | 2005 | 185 cm |        |  |
| -  | Italia (bandiera)                              | P     | Lorenzo Mele          | 2005 |        |        |  |
| -  | Cina (bandiera) · Italia (bandiera)            | PG    | Wei Lun Zhao          | 2005 |        |        |  |

| Allenatore |
| - Adriano Vertemati (fino all'11 gennaio) - Johan Roijakkers (dal 12 gennaio fino al 13 aprile) - Alberto Seravalli (dal 13 aprile) |
| Assistente/i |
| - Vincenzo Cavazzana - Alberto Seravalli (fino al 13 aprile) Legenda - (C) Capitano - (IN) Inattivo - Infortunato Roster            |

## Mercato

### Sessione estiva
| Acquisti | Acquisti           | Acquisti            | Acquisti   | Acquisti |
| R.a      | Nome               | da                  | Modalità   |          |
| -------- | ------------------ | ------------------- | ---------- | -------- |
| ALL      | Adriano Vertemati  | Bayern Monaco       | svincolato |          |
| AG       | Jalen Jones        | Free agent          | svincolato |          |
| P        | Trey Kell          | Stal Ostrów Wiel.   | svincolato |          |
| G        | Elijah Wilson      | Dąbrowa Górnicza    | svincolato |          |
| GA       | Alessandro Gentile | Estudiantes         | svincolato |          |
| AG       | Paulius Sorokas    | Chieti 1974         | svincolato |          |
| C        | Guglielmo Caruso   | S. Clara Broncos    | svincolato |          |
| P        | Andrea Amato       | Amici Pall. Udinese | svincolato |          |

| Cessioni | Cessioni              | Cessioni          | Cessioni                  | Cessioni |
| R.       | Nome                  | a                 | Modalità                  |          |
| -------- | --------------------- | ----------------- | ------------------------- | -------- |
| ALL      | Massimo Bulleri       | Free agent        | fine contratto            |          |
| GA       | Artūrs Strautiņš      | Pall. Reggiana    | opzione di uscita         |          |
| P        | Michele Ruzzier       | Virtus Bologna    | risoluzione del contratto |          |
| AC       | Luis Scola            |                   | fine contratto, ritiro    |          |
| C        | Anthony Morse         | Bakery Piacenza   | fine contratto            |          |
| G        | Toney Douglas         | Īraklīs Salonicco | fine contratto            |          |
| A        | Niccolò De Vico       | Basket Torino     | risoluzione del contratto |          |
| A        | Alessandro Van Velsen | LUISS Roma        | fine contratto            |          |
| PG       | Omar Seck             | Oleggio Basket    | riscatto prestito         |          |

### Dopo l'inizio della stagione
| Acquisti | Acquisti          | Acquisti          | Acquisti         | Acquisti   |
| R.       | Nome              | da                | Data             | Modalità   |
| -------- | ----------------- | ----------------- | ---------------- | ---------- |
| P        | Marcus Keene      | Cedevita Olimpija | 16 novembre 2021 | svincolato |
| AG       | Siim-Sander Vene  | Limoges CSP       | 4 gennaio 2022   | svincolato |
| ALL      | Johan Roijakkers  | Free agent        | 12 gennaio 2022  | svincolato |
| A        | Justin Reyes      | Capitanes C.M.    | 17 gennaio 2022  | svincolato |
| GA       | Tomas Woldetensae | Pall. Chieti      | 11 febbraio 2022 | svincolato |

| Cessioni | Cessioni           | Cessioni        | Cessioni         | Cessioni                  |
| R.       | Nome               | a               | Data             | Modalità                  |
| -------- | ------------------ | --------------- | ---------------- | ------------------------- |
| G        | Elijah Wilson      | Start Lublino   | 24 novembre 2021 | risoluzione del contratto |
| P        | Andrea Amato       | Nardò Basket    | 7 dicembre 2021  | risoluzione               |
| C        | John Egbunu        | H. Gerusalemme  | 25 dicembre 2021 | risoluzione               |
| P        | Trey Kell          | Olimpia Milano  | 4 gennaio 2022   | risoluzione               |
| AG       | Jalen Jones        | Bourg-en-Bresse | 4 gennaio 2022   | risoluzione (20.000 €)    |
| A        | Alessandro Gentile | N.B. Brindisi   | 27 gennaio 2022  | risoluzione               |